# Euhesma serrata
Euhesma serrata är en biart som först beskrevs av Cockerell 1927.  Euhesma serrata ingår i släktet Euhesma och familjen korttungebin. Inga underarter finns listade i Catalogue of Life.